# HMS Kempenfelt (1931)
HMS Kempenfelt – niszczyciel typu C (lider flotylli). Został zbudowany dla Royal Navy na początku lat 30. XX wieku. Okręt pełnił służbę w Home Fleet, spędził także pewien czas na hiszpańskich wodach w ramach patroli neutralności wprowadzonych przez Wielką Brytanię i Francję w czasie wojny domowej w Hiszpanii. Jednostkę sprzedano Royal Canadian Navy w 1939 roku i przemianowano na HMCS Assiniboine. W czasie II wojny światowej wypełniał zadania eskorty konwojów na Atlantyku, patroli ZOP w czasie inwazji na Normandię i pełnił rolę transportowca powracających do Kanady żołnierzy po zakończeniu II wojny światowej. Został sprzedany na złom w 1945 roku, ale w czasie holowania do stoczni złomowej wszedł na mieliznę i został rozebrany w 1952 roku. Zatopił niemiecki okręt podwodny U-210, taranując go w sierpniu 1942 roku.
„Kempenfelt” miał wyporność standardową 1390 długich ton (1410 t). Długość całkowita wynosiła 100,3 m, szerokość 10,1 m, a zanurzenie 3,8 m. Napęd stanowiły przekładniowe turbiny parowe systemu Parsonsa napędzające dwie śruby napędowe. Układ ten generował razem moc 36 000 shp i rozpędzał okręt do prędkości maksymalnej 36 węzłów. Parę dla turbin zapewniały trzy zestawy kotłów Admiralicji. Zapas paliwa płynnego wynosił 473 długie tony (481 t), co zapewniało okrętowi zasięg 5500 mil morskich przy prędkości 15 węzłów. Załoga okrętu składała się z 145 oficerów i marynarzy.

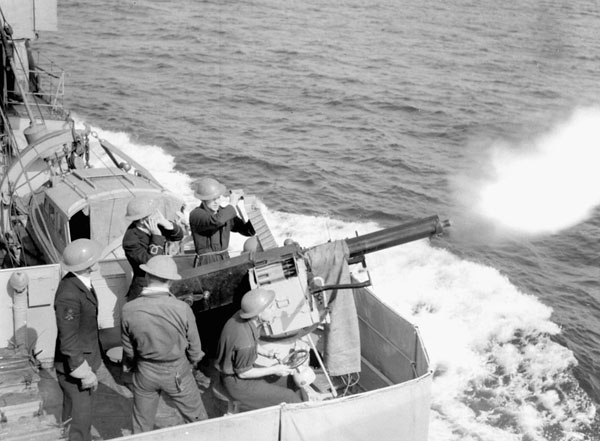
Personel obsługujący działo kal. 40 mm (dwufuntowe) na pokładzie „Assiniboine”, w czasie eskortowania konwoju płynącego z Halifaksu do Wielkiej Brytanii, 10 lipca 1940 r.

Okręt był wyposażony w 4 działa kal. 120 mm na pojedynczych podstawach (oznaczenia 'A', 'B', 'X' i 'Y' w kierunku od dziobu do rufy). Do zwalczania celów powietrznych jednostkę wyposażono w jedną armatę kal. 76 mm umieszczoną pomiędzy kominami oraz dwie armaty kal. 40 mm. Działo kal. 76 mm zostało usunięte w 1936 roku, a w jego miejsce przeniesiono działa kal. 40 mm. Okręt był uzbrojony w dwie poczwórne wyrzutnie torped kal. 533 mm. Na pokładzie zamontowano także trzy zrzutnie bomb głębinowych, każda z zapasem dwóch bomb. Po rozpoczęciu II wojny światowej zapas zwiększono do 33 bomb i zamontowano miotacze bomb głębinowych.
„Kempenfelt” został zamówiony 15 lipca 1930 roku jako część 1929 Naval Programme. Stępkę położono 18 października 1930 roku w stoczni J. Samuel White w Cowes. Zwodowano go 30 września 1931 roku, budowę ukończono 30 maja 1932 roku. Był drugim okrętem noszącym tę nazwę. Od października 1939 do 1945 roku nosił numer burtowy I18. 
Przygotowany do służby jako lider flotylli miał wyporność większą o 15 ts i załogę zwiększoną o 30 osób dla sztabu flotylli.